# Boris Sanchez
Boris Sanchez (* 15. November 1985 in Havanna, Kuba) ist ein US-amerikanischer Journalist und Anchorman beim Fernsehsender CNN.
Sanchez wurde auf Kuba geboren. Im Alter von drei Jahren siedelte er mit seinen Eltern in die USA über. Er schloss 2009 sein Studium in Broadcast Journalism and International Relations mit einem Bachelor-Abschluss an der Syracuse University in Syracuse, New York ab.
Seit 2015 arbeitet Sanchez für CNN. Zunächst war er Co-Moderator von CNN New Day Weekend. Seit April 2023 ist Sanchez (gemeinsam mit Brianna Keilar) Moderator der Nachrichtensendung CNN News Central, die wochentags von 13 bis 16 Uhr ausgestrahlt wird.